# Smrt fašismu (partyzánská jednotka)
Smrt fašismu IV byl sovětský organizátorský výsadek určený k vybudování partyzánské jednotky operující na území Československa. Oddíl byl v noci z 1. na 2. dubna 1945 letecky vysazen u Dobříše mezi obcemi Malá Lečice, Senešnice a Nová Ves pod Pleší. Operačním územím skupiny měla být Brdská vrchovina.
Desetičlenný výsadek tvořili velitel kpt. Jevgenij Antonovič Olesinskij, náčelník štábu/zástupce npor. Ivan Jegorovič Vodolazov, politický komisař Václav/Wenzel Baumgartel (jediný československý státní příslušník, etnický Němec z Plzeňska), náčelník rozvědky/průzkumu npor. Michail Marčenko, průzkumníci a specialisté na sabotáže Sergej Mordovcev, por. Michail Baranov a Michail Baršov, radistka Marija Ignatovová, zdravotnice Taťána Katušenoková a polský partyzán (pravděpodobně židovského původu) Izák Rubinstein.

## Nasazení
Výsadek byl po dvou předchozích neúspěšných pokusech přijat předchozím přípravným desantem Fakel II. Seskok neproběhl zcela hladce, díky silnému větru došlo k poškození vysílaček a ztrátě části materiálu. Navíc se dopadem na strom těžce zranil náčelník štábu Vodolazov (protržení břišní dutina a zlomená noha), kterého zachránil jen včasný zásah zdravotnice Katušenokové. Celé skupině se podařilo soustředit až 7. dubna. Záhy poté navázala skupina spolupráci s předcházejícími výsadky Fakel II, Praga, Sever, Priboj, Grom, Uragan II a Škval i s místními odbojovými organizacemi.
Jednotka velmi rychle začlenila do své organizace pozůstatky místních partyzánských skupiny Srp a kladivo, Rudá stráž-Rožmitál, uprchlé sovětské válečné zajatce i domácí odbojáře a rozvinula diverzní a bojovou činnost. Po této konsolidaci na Dobříšsku chtěla jednotka navázat kontakty také na Plzeňsku (cílem jejích destrukcí byla důležitá železniční trať Praha-Plzeň), kde měl předválečné kontakty politický komisař Baumgartel. Proto 9. dubna odjel v civilním obleku na kole směrem k Radnicím u Plzně, kde měl známé. Před cílem ale 10. dubna při navazování kontaktů narazil ale na udavače, který jej nahlásil četníkům. Při zatýkání se pokusil o útěk a v přestřelce utrpěl těžké zranění. Poté byl předán gestapu, nicméně výslechy vydržel a dočkal se osvobození a konce války.
Skupina přijala 11. dubna na základně v prostoru Baba shoz nový zásob, což jí umožnilo jednak rozšířit své řady a jednak pokračovat v sabotážích. S ohledem na blížící se frontu a konec války projevovali místní obyvatelé velký zájem pomoci a zapojit se do boje, takže kapitán Olesinskij musel část lidí posílat domů s tím, že jejich čas přijde až propukne povstání. K 20. dubnu 1945 měla tvořící se partyzánská brigáda 130 bojujících. Do konce dubna uskutečnila 13 diverzí na trati Praha – Plzeň, poškodila tři lokomotivy, vyřadila 83 vagonů a poškodila tři mosty (dva železniční, jeden silniční).
Intenzivní činnost brigády neunikla německé pozornosti, takže byla koncem dubna zorganizována stíhací skupina. Dne 28. dubna došlo k velkému zátahu na prostor tábora brigády, kterého se zúčastnily jednotky pořádkové policie, Waffen-SS a Říšské pracovní služby. Došlo k boji mezi stíhacím komandem a partyzány v prostoru Kuchyňka u hájovny na Babě. Oddílu se ale podařilo protiútokem prorazit z obklíčení a pronásledovatelům uniknout.
K 1. květnu 1945 již brigáda čítala 598 lidí rozdělených do 10 oddílů (Příbram, Dobříš, Kamýk nad Vltavou, Višňová, Velká Buková, Nový Knín, Ostrov, Jince, Milín a oddíl uprchlých zajatců). Pokračovala v destrukcích a sabotážích telefonního vedení, například 2. května přerušila linku Praha-Benešov-Sedlčany vedoucí do oblasti výcvikového tábora Waffen SS, přičemž se dostala do přímého boje s SS-many.

## Účast v květnovém povstání a posledních bojích
Po vypuknutí květnového povstání se brigáda zapojila do bojů primárně v okolí Příbrami, Jinců a u Višňové. Dne 5. května provedla přepad motorizované kolony pod Malou Babou, přičemž získala množství zbraní a munice. Poté se zúčastnila útoku na samotnou Příbram a boje o Horymírova kasárna. Ve městě pomohla vyzbrojit povstalce a kde získala množství dobrovolníků. Díky jejímu zásahu se podařilo německou posádku 6. května vytlačit z města do prostoru Jinců. Kpt. Olesinskij zorganizoval oddíl, který vyrazil na pomoc povstání v Praze, takže část brigády prošla boji na barikáchách na Smíchově. Vzhledem k tomu, že Příbramsko se stalo posledním prostorem, který se dočkal osvobození, zúčastnila se také partyzánská brigáda Smrt fašismu posledního střetu druhé světové války 11. a 12. května u Slivice.
K 12. květnu 1945, kdy brigáda zakončila svoji bojovou cestu, čítala 649 členů ve zbrani (Příbram – velitel Bohumil Potůček – 183 členů, Dobříš – velitel Zikmund Doležal – 155 členů, Kamýk nad Vltavou – velitel por. Poustka – 90 členů, Višňová – velitel Václav Bubeška – 11 členů, Velká Buková – velitel Josef Hejduk – 17 členů, Nový Knín – velitel Miroslav Veselý – 25 členů, Ostrov – velitel Jaromír Simer – 8 členů, Jince – velitel Bohumil Blecha – 15 členů, Milín – velitel Josef Sedláček – 20 členů a oddíl uprchlých zajatců – 125 mužů). V květnových bojích brigáda hlásila: „Zabito 1613, zajato 8363 Němců a Vlasovců, včetně 3 vlasoveckých a 2 německých generálů, 2 děla, 48 aut a 83 koní. Vlastní ztráty: 113 padlých, 47 raněných, 2 nezvěstní.“ Na jiných místech je uváděn celkový počet bojujících členů jednotky jako 734 partyzánů a pomocníků. To ale nemusí být nutně v rozporu s předchozími čísly, neboť pokud sečteme 649 členů k 12. květnu s počtem 113 padlých a 47 raněných, dojdeme dokonce k ještě vyššímu číslu 809. V každém případě ať již měla brigáda na konci války 600, nebo 800 členů, sehrála důležitou úlohu v událostech konce 2. světové války a v osvobození českých zemí.